# Flip Jonkman
Flip Jonkman (Heino, 20 juni 1946) is een Nederlands dirigent, trompettist en cantor.

## Levensloop

### Jeugd en studie
Jonkman kreeg zijn eerste trompetlessen bij de muziekvereniging "Ons Genoegen" in zijn geboorteplaats Heino. Hij volgde de mulo in Zwolle. Hierna werd hij ontdekt door het Dans Amusementsorkest uit Lemelerveld waar hij toen elf jaar lang in speelde. In 1966 vervulde hij zijn militaire dienst. Na het behalen van zijn mavo-diploma volgde hij in Utrecht hafa-directie bij Gerrit Fokkema. Hier won hij als eerste de Gouden Dirigeerstok.

### Loopbaan
Jonkman begon in 1954 zijn loopbaan bij muziekvereniging "Ons Genoegen" in Heino. Vanaf 1962 leidde hij als trompettist en toerleider diverse zangverenigingen, waaronder The Green Comets, Blokje om en De frisse neus. Vanaf 1981 was hij dirigent van verschillende kerkkoren als Herfstklanken, In de Maat, Con Amore, het shantykoor De Stuwzangers uit Vilsteren en het dameskoor De Jonkvrouwen in Zwolle. Ook bracht hij lp's uit en bewerkte hij bestaande composities van onder meer Beethoven, Bach, Mozart en Händel. Daarnaast was hij ook fulltime werkzaam bij de WMO. In april 2020 werd hij benoemd tot Lid in de Orde van Oranje-Nassau. In datzelfde jaar kreeg hij in zijn woonplaats zijn eigen gedenksteen. Dit geschiedde aan de Zwolseweg in Heino. Op 12 april 1945 kwamen hier vier Canadezen om toen een achter gebleven Duitser een pantservuist afvuurde richting een Canadese tank. Voor het koor de Jonkvrouwen uit Zwolle maakte hij vele arrangementen, evenals voor het shantykoor de Stuwzangers uit Vilsteren. Diverse koren nemen deze arrangementen over. Begin 2024 maakte hij bekend dat hij na 70 jaar in de muziek actief te zijn geweest zijn om gezondheidsredenen zijn werk als dirigent zal beeindigen. Op 31 mei 2024 gaf hij zijn laatste uitvoering.
Jonkman verzamelt in zijn vrije tijd lp's en oude ansichtkaarten van Heino.

## Discografie
- Ahoy! Rotterdam
- Amazing Grace
- Bandtime Joh. Willem Friso Kapel
- Beroemde Marsen in Super Stereo
- Kamper Trompetterkorps
- The Grimsby Lads
- Als een hert
- Lam Gods
- Agnus Dei - Casali
- Christelijk Mannenkoor 'De Lofstem' Heerde
- Christeloijk Urker Visserskoor 'Crescendo'
- De Heer is mijn Herder
- Feike Asma Orgelsolist
- Er is een Kindeke geboren
- Johannes Passion
- Veilig in Jezus armen

## Bladmuziek
- Jerusalem mijn Vaderstad
- Heer, onze Heer, hoe machtig is Uw Naam
- Hier ben ik God. Uw wil te doen is mijn vreugde
- De Heer is voor wie Hem aanroept nabij
- Een vaste burcht is onze God
- Lofzang van Maria
- God in den hoog alleen
- Aanbidt en dankt uw Vader, God
- Christus heeft voor ons geleden
- De aarde is vervuld
- Er is een kindeke geboren
- Eer zij God in onze dagen
- Wij groeten u, o Koningin
- Er is een roos ontsprongen
- Het lied van de eerste der mensen
- God heeft het eerste woord
- Jezus die langs het water liep
- Kom tot ons de wereld wacht
- Het lied van de verschijning des Heren
- Met de boom des levens
- Midden in de winternacht
- Nu daagt het in het oosten
- Nu moet gij allen vrolijk zijn
- Nu nog met halve woorden
- Nu zijt wellekome
- Uit angst en nood
- U zij de glorie
- Een lied tegen de tweede wereldoorlog
- Blijf mij nabij
- Stille Nacht
- Wilt heden nu treden
- Al heb ik hoge woorden
- Kom laat ons deze dag
- Lam Gods dat zo onschuldig
- Ik wil alleen bij U zijn
- Jezus, die mijn ziel bemind
- Geef uw lot in handen van Uw Vader
- Gouden harpen hoor ik ruisen
- 'k Zal eens mijn Heiland in heerlijkheid zien